# Rhopalophthalmus brisbanensis
Rhopalophthalmus brisbanensis is een aasgarnalensoort uit de familie van de Mysidae. De wetenschappelijke naam van de soort is voor het eerst geldig gepubliceerd in 1963 door Hodge.